# Mexican Hat
Mexican Hat ist eine Siedlung auf gemeindefreiem Gebiet im San Juan County im Südosten des US-amerikanischen Bundesstaats Utah. Zu statistischen Zwecken ist der Ort zu einem Census-designated place (CDP) zusammengefasst worden. Bei der Volkszählung 2020 hatte der Ort 21 Einwohner.
Der Ort grenzt direkt an das Monument Valley. Der Name der Siedlung ist abgeleitet vom Mexican Hat Rock, einem Felsen drei Kilometer nordnordöstlich der Siedlung, der einem mexikanischen Sombrero ähnelt (37,17° N; 109,85° W). Die Region besteht aus wüstenähnlichem Gelände, welches von Canyonlandschaften unterbrochen wird. Das Motel San Juan Inn geht auf einen historischen Handelsposten für den Güteraustausch mit den örtlichen Navajo zurück.

## Demografische Daten
Nach der Volkszählung im Jahr 2010 lebten in Mexican Hat 31 Menschen in 17 Haushalten. Die Bevölkerungsdichte betrug 1,5 Einwohner pro Quadratkilometer. In den 17 Haushalten lebten statistisch je 1,82 Personen. 
Ethnisch betrachtet setzte sich die Bevölkerung zusammen aus 90,3 Prozent (28 Personen) Weißen und 9,7 Prozent (drei Personen) amerikanischen Ureinwohnern. 

6,5 Prozent der Bevölkerung (zwei Personen) waren unter 18 Jahre alt, 51,6 Prozent waren zwischen 18 und 64 und 41,9 Prozent waren 65 Jahre oder älter. 45,2 Prozent der Bevölkerung war weiblich.